# Linda Itunu
Linda Faalele Itunu (Auckland, 21 novembre 1984) è un'allenatrice ed ex giocatrice neozelandese di rugby a 15, tre volte campionessa del mondo con le Black Ferns e una volta con la selezione nazionale a sette.

## Biografia
Nativa di Auckland e formatasi scolasticamente al cittadino Kelston Girls’ College, entrò nel 2000 nelle giovanili provinciali di Auckland e già nel 2003 esordì per le Black Ferns nella sua città natale in un test match contro un World XV.
Nel 2006, tornata in campo dopo un infortunio al ginocchio, fu schierata nella formazione neozelandese che vinse la Coppa del Mondo in Canada; nel 2009 fu ingaggiata per due stagioni dalle Red & Blu di Roma e a cavallo dei due campionati in Italia si aggiudicò il suo secondo titolo mondiale a XV, battendo a Londra in finale le padrone di casa dell'Inghilterra.
Nel 2013 fece altresì parte della formazione a sette che partecipò alla Coppa del Mondo in Russia, laureandosi campionessa mondiale anche in tale specialità della disciplina; nonostante la partecipazione alla coppa a XV del 2014 in Francia, giunse solo il quinto posto finale.
Tre anni più tardi, in occasione della Coppa del Mondo 2017, Linda Itunu fu affiancata in squadra da sua sorella Aldora, di sette anni più giovane e con la quale aveva già disputato alcuni test match nonché incontri a livello provinciale con Auckland; le due si laurearono campionesse del mondo e alla fine del torneo Linda diede corso al proposito, annunciato prima della competizione, di ritirarsi per arruolarsi in polizia.

## Palmarès
- Coppe del mondo: 3
Nuova Zelanda: 2006, 2010, 2017